# Nechalim
Nechalim (hebr. נחלים) – moszaw położony w samorządzie regionu Chewel Modi’in, w Dystrykcie Centralnym, w Izraelu.

## Historia
Moszaw został założony w 1952.

## Gospodarka
Gospodarka moszawu opiera się na intensywnym rolnictwie.

## Komunikacja
Przy moszawie przebiega droga ekspresowa nr 40  (Kefar Sawa-Ketura).